# Bractwo strzeleckie w Złotym Stoku
Bractwo strzeleckie w Złotym Stoku – złotostocka gildia strzelecka założona w epoce renesansu.

## Opis
Bractwo wraz z budynkiem znajdowało się w północnej części miasta. Strzały do tarcz oddawano w stronę pól za miejską zabudową w kierunku północnym. Członkowie bractwa ubrani byli w z zielone uniformy i kapelusze z czaplim piórem. Symbolem bractwa były skrzyżowane 2 strzelby z kuszą pośrodku, a całość otoczona była wieńcem z liści dębu.

## Historia

### Bractwo Strzeleckie
Najstarsze przekazy sięgają 1509 roku, kiedy uzbrojona grupa mieszkańców miasta w charakterze straży miejskiej strzegła miasta przed bandami rabusiów i rozbójników. Dokument z 1562 roku podaje, że mieszczanie jako członkowie cechu oddawali się przyjemności strzelania z kuszy do kury na żerdzi. 24 maja 1661 roku książę Jerzy III uczestniczył w królewskich zawodach strzeleckich i został królem strzelców. Z tej okazji podarował bractwu srebrną tarczę (o wadze 1,5 funta), na której umieszczono pozłacaną kapsułę wypełnioną dukatami. Tarcza znajdowała się w budynku strzelnicy do końca II wojny światowej, kiedy skradziono ją w nieznanych okolicznościach. W 1938 roku obchodzono 375-lecie bractwa strzeleckiego. Po II wojnie światowej bractwo zostało rozwiązane.

### Budynek Bractwa
Nieznana jest data wzniesienia budynku strzelnicy. Budynek pierwszy raz pojawił się na panoramicznej rycinie miasta autorstwa F.B Wernera z 1737 r. W 1837 roku budynek spłonął i został odbudowany w tym samym roku. Wtedy zmienił się jego kształt oraz zaczęła działać w nim gospoda. W 1938 roku kiedy bractwo obchodziło 375-lecie budynek został zmodernizowany. 